# Ocean Girl
Ocean Girl è una serie televisiva australiana in 78 episodi trasmessi per la prima volta nel corso di 4 stagioni dal 1994 al 1997.
Destinata per un pubblico di famiglie e ambientata in un futuro prossimo in cui la società è ritornata alle origini rifondandosi con intenti ecologici, è una serie fantastica incentrata sulle vicende di una ragazza, Neri, che vive da sola su un'isola e sulle amicizie che sviluppa con gli operatori di un centro di ricerca sottomarina chiamato ORCA (Oceanic Research Centre of Australia). Ocean Girl ispirò una serie televisiva animata, Le nuove avventure di Ocean Girl, andata in onda per la prima volta dal 2000 al 2001.

## Trama
Neri una misteriosa giovane di circa quindici anni che vive al fianco dei Barnes, dovrà salvare la gente e gli animali di un'isola nella giungla australiana da ogni pericolo minaccioso e da ogni sorta di inimicizia da lei circondata.

## Personaggi e interpreti

### Personaggi principali
- Neri (78 episodi, 1994-1997), interpretata da Marzena Godecki.
- Jason Bates (78 episodi, 1994-1997), interpretato da David Hoflin.
- Brett Bates (78 episodi, 1994-1997), interpretato da Jeffrey Walker.
- dottor Winston Seth (78 episodi, 1994-1997), interpretato da Alex Pinder.
- H.E.L.E.N. (77 episodi, 1994-1997), interpretata da Nina Landis.
- dottoressa Dianne Bates (52 episodi, 1996-1997), interpretata da Liz Burch.
- Cassandra "Cass" Clayborn (51 episodi, 1996-1997), interpretata da Brooke Anderson.

### Personaggi secondari
- dottor Hellegren (41 episodi, 1994-1997), interpretato da Nicholas Bell.
- Dave Hartley (36 episodi, 1996-1997), interpretato da Tony Briggs.
- Mera (30 episodi, 1995-1997), interpretata da Lauren Hewett.
- dottoressa Dianne Bates (26 episodi, 1994-1995), interpretata da Kerry Armstrong.
- Benny (26 episodi, 1996-1997), interpretato da Sudi de Winter.
- Malakat (26 episodi, 1997), interpretato da George Henare.
- Shersheba (26 episodi, 1997), interpretato da Tharini Mudaliar.
- Jake "Froggy" Reilly (26 episodi, 1994-1995), interpretato da Joel De Carteret.
- Comandante Wellington (26 episodi, 1996-1997), interpretato da Bruce Hughes.
- Kellar (26 episodi, 1996-1997), interpretata da Nadja Kostich.
- Vanessa Lane (25 episodi, 1994-1995), interpretata da Jacalyn Prince.
- Lena Hellegren (25 episodi, 1996-1997), interpretata da Joelene Crnogorac.
- Zoe Kondelos (25 episodi, 1994-1995), interpretata da Cassandra Magrath.
- Sallyanne Taylor (25 episodi, 1996-1997), interpretata da Olivia Hiddlestone.
- Morgan Clayborn (25 episodi, 1996-1997), interpretato da Verity McIntyre.
- Kal (24 episodi, 1996-1997), interpretato da Jeremy Angerson.
- Louis Danton (23 episodi, 1997), interpretato da Damien Bodie.
- Agente Jake Shelby (23 episodi, 1997), interpretato da Mark Neal.
- Agente Elly Hauser (22 episodi, 1997), interpretata da Brenda Monaghan.
- Richter (21 episodi, 1997), interpretato da Paul Sonkkila.
- Paul Bates (16 episodi, 1997), interpretato da Gregory Ross.
- Damien Geoffries (13 episodi, 1994), interpretato da Guy Mallaby.
- Lee Lucas (13 episodi, 1994), interpretato da Andrea McEwan.
- Michael "Mick" Byrne (13 episodi, 1995), interpretato da Anthony Hayes.
- Joanne Rhodes (13 episodi, 1995), interpretato da Kristy Barnes-Cullen.
- Comandante Jack Lucas (13 episodi, 1994), interpretato da William McInnes.
- Robert "Rocky" Rhodes (13 episodi, 1995), interpretato da Samuel Johnson.
- Kimberly McGinnis (13 episodi, 1995), interpretata da Claudia Buttazzoni.
- capitano Sam Phillips (13 episodi, 1995), interpretato da Terry Serio.
- Comandante Byrne (13 episodi, 1995), interpretata da Pamela Rabe.
- tenente Borg (13 episodi, 1995), interpretata da Caitlin McDougall.

## Produzione
La serie, ideata da Jonathan M. Shiff, fu prodotta da Jonathan M. Shiff Productions, Network Ten e Westbridge Productions e girata nel Queensland e nella Victoria in Australia. Le musiche furono composte da Garry McDonald e Laurie Stone.

### Registi
Tra i registi della serie sono accreditati:
- Mark Defriest (34 episodi, 1994-1997)
- Colin Budds (14 episodi, 1996-1997)
- Brendan Maher (6 episodi, 1994)
- Judith John-Story (6 episodi, 1995)

## Distribuzione
La serie fu trasmessa Australia dal 29 agosto 1994 al 22 dicembre 1997 sulla rete televisiva Network Ten. In Italia è stata trasmessa su Italia 1 e Canale 5 con il titolo Ocean Girl. A livello internazionale, è stata trasmessa su Disney Channel negli Stati Uniti, Discovery Kids nel Regno Unito, YTV in Canada, TSI nella parte italiana della Svizzera, ZDF e KiKA in Germania, RTÉ Two in Irlanda, RTL 4 nei Paesi Bassi, TV2 in Danimarca, NRK in Norvegia, Fox Kids in Argentina e Brasile, su TV4 in Svezia e Canal Panda in Portogallo. Le prime due stagioni sono state trasmesse in Sudafrica su SABC. La serie è stata trasmessa anche nello Sri Lanka. Nel Regno Unito, lo show è stato trasmesso con il titolo Ocean Odyssey su BBC Two. In Vietnam, è stata trasmessa per un totale di 81 episodi (invece di 78) presumibilmente con scene di alcuni episodi modificate a comporre puntate extra.
Alcune delle uscite internazionali sono state:
- Australia il 29 agosto 1994 (Ocean Girl)
- in Francia il 23 ottobre 1995 (Océane)
- in Germania l'11 marzo 1996
- in Finlandia il 10 giugno 2000 (Merenneito)
- in Italia (Ocean Girl)

## Episodi
| Stagione         | Episodi | Prima TV Australia |
| ---------------- | ------- | ------------------ |
| Prima stagione   | 13      | 1994               |
| Seconda stagione | 13      | 1995               |
| Terza stagione   | 26      | 1996-1997          |
| Quarta stagione  | 26      | 1997               |